# Lachenalia contaminata
Lachenalia contaminata är en sparrisväxtart som beskrevs av William Aiton. Lachenalia contaminata ingår i släktet Lachenalia och familjen sparrisväxter. Inga underarter finns listade i Catalogue of Life.